# ساندرين بونير
ساندرين بونير (بالفرنسية: Sandrine Bonnaire) (و. 1967  م) هي مخرجة أفلام، وكاتبة سيناريو، وممثلة أفلام فرنسية.

## جوائز وترشيحات
حصلت على جوائز منها:
- جائزة سيزار لأفضل ممثلة (1986)
- جائزة سيزار لأفضل ممثلة (1988)
- جائزة سيزار لأفضل ممثلة (1990)
- جائزة سيزار لأفضل ممثلة (1995)
- جائزة سيزار لأفضل ممثلة (1996)
- جائزة سيزار لأفضل ممثلة (2000)
- جائزة سيزار لأفضل ممثلة، عن عمل: فيغابوند (1986)
- جائزة سيزار لأفضل ممثلة، عن عمل: فيغابوند (1988)
- جائزة سيزار لأفضل ممثلة، عن عمل: فيغابوند (1990)
- جائزة سيزار لأفضل ممثلة، عن عمل: فيغابوند (1995)
- جائزة سيزار لأفضل ممثلة، عن عمل: فيغابوند (1996)
- جائزة سيزار لأفضل ممثلة، عن عمل: فيغابوند (2000)

ترشحت لـ:
- جائزة سيزار لأفضل ممثلة، عن عمل: East/West [الإنجليزية]‏ (2000)
- جائزة سيزار لأفضل ممثلة، عن عمل: La Cérémonie [الإنجليزية]‏ (1996)
- جائزة سيزار لأفضل ممثلة، عن عمل: Joan the Maid [الإنجليزية]‏ (1995)
- جائزة سيزار لأفضل ممثلة، عن عمل: Monsieur Hire [الإنجليزية]‏ (1990)
- جائزة سيزار لأفضل ممثلة، عن عمل: Under the Sun of Satan (film) [الإنجليزية]‏ (1988)
- جائزة سيزار لأفضل ممثلة، عن عمل: فيغابوند (1986).

## وصلات خارجية
- ساندرين بونير على موقع IMDb (الإنجليزية)
- ساندرين بونير على موقع ميتاكريتيك (الإنجليزية)
- ساندرين بونير على موقع روتن توميتوز (الإنجليزية)
- ساندرين بونير على موقع مونزينجر (الألمانية)
- ساندرين بونير على موقع قاعدة بيانات الأفلام العربية
- ساندرين بونير على موقع ألو سيني (الفرنسية)
- ساندرين بونير على موقع ميوزك برينز (الإنجليزية)
- ساندرين بونير على موقع أول موفي (الإنجليزية)
- ساندرين بونير على موقع قاعدة بيانات الأفلام السويدية (السويدية)
- ساندرين بونير على موقع إن إن دي بي (الإنجليزية)